# Vilhelm Johannesen
Vilhelm Johannesen (* 4. August 1942 in Klaksvík, Färöer; † 10. April 2022) war ein ehemaliger färöischer Postbediensteter, Redakteur und Politiker des Javnaðarflokkurin. Er war Parlamentsabgeordneter im Løgting sowie Minister in mehreren färöischen Landesregierungen.

## Beruf und Politik
Vilhelm Johannesen war über viele Jahre als Ausbildungsleiter beim Postverk Føroya tätig und hat über das Postwesen auf den Färöern diverse Artikel geschrieben sowie im Jahr 2001 das Buch Postur í Føroyum 1870-2000 zur Geschichte des färöischen Postwesens veröffentlicht.
Seine politische Laufbahn begann er als Redakteur bei der sozialdemokratischen Parteizeitung Sosialurin, wo er von 1972 bis 1979 beschäftigt war. Von 1975 bis 1984 war er Mitglied im Gemeinderates von Klaksvík und von 1991 bis 1993 hatte er den Vorsitz im Verwaltungsrat des örtlichen Krankenhauses inne.
Im Jahr 1980 wurde er erstmals als Abgeordneter für den Javnaðarflokkurin ins färöische Parlament (Løgting) gewählt und konnte den Sitz bis 2008 halten.
Vilhelm Johannesen saß darüber hinaus über einen Zeitraum von zehn Jahren als Minister in mehreren Landesregierungen von Ministerpräsident Atli Dam. So von 1979 bis 1981 als Minister für Gesundheit, Soziales, Industrie und Justiz in der Landesregierung Atli Dam III, von 1985 bis 1988 als Minister für Industrie und Justiz in der Landesregierung Atli Dam IV und von 1988 bis 1989 als Minister für Industrie und Arbeit in der Landesregierung Atli Dam V.

## Familie
Die Eltern von Vilhelm Johannesen sind Estrid und Bethuel Johannesen aus Klaksvík. Er war verheiratet mit Johild (geb. Johannesen) aus Klaksvík. Vilhelm Johannesen ist der Vater des Juristen, Politikers und derzeitigen färöischen Ministerpräsidenten Aksel V. Johannesen.